# Lijst van nummer 1-hits in Polen in 2019
Deze hits stonden in 2019 op nummer 1 in de Polish Airplay Chart, de bekendste hitlijst in Polen.
| Datum        | Artiest                              | Titel             |
| ------------ | ------------------------------------ | ----------------- |
| 5 januari    | Panic! at the Disco                  | High Hopes        |
| 12 januari   | Panic! at the Disco                  | High Hopes        |
| 19 januari   | Ava Max                              | Sweet but Psycho  |
| 26 januari   | Don Diablo, Emeli Sandé & Gucci Mane | Survive           |
| 2 februari   | Don Diablo, Emeli Sandé & Gucci Mane | Survive           |
| 9 februari   | Marcin Sójka                         | Zaskakuj mnie     |
| 16 februari  | Drenchill & Indiiana                 | Freed from Desire |
| 23 februari  | Drenchill & Indiiana                 | Freed from Desire |
| 2 maart      | Drenchill & Indiiana                 | Freed from Desire |
| 9 maart      | Drenchill & Indiiana                 | Freed from Desire |
| 16 maart     | Drenchill & Indiiana                 | Freed from Desire |
| 23 maart     | Drenchill & Indiiana                 | Freed from Desire |
| 30 maart     | Smith & Thell & Swedish Jam Factory  | Forgive Me Friend |
| 6 april      | Drenchill & Indiiana                 | Freed from Desire |
| 13 april     | Filatov & Karas                      | Au Au             |
| 20 april     | Filatov & Karas                      | Au Au             |
| 27 april     | Ava Max                              | So Am I           |
| 4 mei        | Ava Max                              | So Am I           |
| 11 mei       | Ava Max                              | So Am I           |
| 18 mei       | Ava Max                              | So Am I           |
| 25 mei       | Ava Max                              | So Am I           |
| 1 juni       | Dynoro & Ina Wroldsen                | Obsessed          |
| 8 juni       | Dynoro & Ina Wroldsen                | Obsessed          |
| 15 juni      | Dawid Podsiadło                      | Trofea            |
| 22 juni      | Dawid Podsiadło                      | Trofea            |
| 29 juni      | Dawid Podsiadło                      | Trofea            |
| 6 juli       | Cleo                                 | Za krokiem krok   |
| 13 juli      | Dawid Podsiadło                      | Trofea            |
| 20 juli      | Dawid Podsiadło                      | Trofea            |
| 27 juli      | Dawid Podsiadło                      | Trofea            |
| 3 augustus   | Dawid Podsiadło                      | Trofea            |
| 10 augustus  | Shawn Mendes & Camila Cabello        | Señorita          |
| 17 augustus  | Shawn Mendes & Camila Cabello        | Señorita          |
| 24 augustus  | Shawn Mendes & Camila Cabello        | Señorita          |
| 31 augustus  | Shawn Mendes & Camila Cabello        | Señorita          |
| 7 september  | Shawn Mendes & Camila Cabello        | Señorita          |
| 14 september | Jubël                                | On the Beach      |
| 21 september | Daria Zawiałow                       | Hej Hej!          |
| 28 september | Daria Zawiałow                       | Hej Hej!          |
| 5 oktober    | Daria Zawiałow                       | Hej Hej!          |
| 12 oktober   | Daria Zawiałow                       | Hej Hej!          |
| 19 oktober   | Dawid Podsiadło                      | Najnowszy klip    |
| 26 oktober   | Dawid Podsiadło                      | Najnowszy klip    |
| 2 november   | Tones and I                          | Dance monkey      |
| 9 november   | Baranovski                           | Czułe miejsce     |
| 16 november  | Dawid Podsiadło                      | Najnowszy klip    |
| 23 november  | Nea                                  | Some Say          |
| 30 november  | Nea                                  | Some Say          |
| 7 december   | Nea                                  | Some Say          |
| 14 december  | Viki Gabor                           | Superhero         |
| 21 december  | Camila Cabello                       | Liar              |
| 28 december  | Camila Cabello                       | Liar              |